# Wanda Wulz
Wanda Wulz (* 1903 in Triest; † 1984 ebenda) war eine italienische Fotografin, die mit der Kunstbewegung Futurismus lose verbunden war. Sie arbeitete im eigenen Studio in Triest. Ihr experimentelles Werk Io + gatto (deutsch: Ich und Katze) gehört zu ihren bekanntesten Fotoarbeiten. Ihre Werke wurden postum unter anderen im Metropolitan Museum of Art ausgestellt.

## Leben und Werk
Wanda Wulz lernte die Fotografie von ihrem Vater Carlo und ihrem Großvater Giuseppe Wulz, der 1868 ein Fotostudio in Triest eröffnet hatte. Nach dem Tod ihres Vaters 1928 übernahm sie mit ihrer Schwester Marion Wulz das angesehene Studio fotografico Wulz, das es ihr ermöglichte, neben Stadtansichten und Studiofotografie für Triester Künstler und Aristokraten frei zu arbeiten. Die Schwestern porträtierten sich häufig gegenseitig und posierten in avantgardistischer Mode oder Kostümen. Die Interessen von Marion Wulz lagen in der Malerei, doch sie gab das Malen auf, um mit ihrer Schwester im Studio zusammenzuarbeiten, und übernahm hauptsächlich Retuschearbeiten.
Zu den künstlerischen Fotografien von Wanda Wulz gehören Porträts, Selbstporträts, zum Teil verfremdet, und Aktfotografien in Schwarz-Weiß. Sie löste sich zunehmend vom Piktorialismus ihrer familiären Tradition und experimentierte mit Fotomontagen, Doppelbelichtungen und Mehrfachbelichtungen von Bewegungsabläufen. Filippo Tommaso Marinetti, der Gründer des italienischen Futurismus, wurde auf die Arbeiten von Wanda Wulz aufmerksam. In der Ausstellung der Futuristen im April 1932 in Triest, der Mostra nazionale fotografia futurista, wurden unter 120 Fotografien sechs in verschiedenen Stilen und experimentellen Techniken von Wanda Wulz präsentiert, darunter ihr wohl berühmtestes Werk mit dem Titel Io + gatto (deutsch: Ich und Katze). Es zeigt eine Synthese ihres Gesichts mit dem Porträt ihrer schwarz-weißen Katze zu einem Antlitz mit einem Katzenauge und einem Frauenauge. Für diese Fotomontage legte sie zwei Negative übereinander und entwickelte sie auf einem Blatt Fotopapier. Die Kunst von Wanda Wulz sieht Mia Fineman, Kuratorin für Fotografie am Metropolitan Museum of Art, „vom subversiven Geist des Surrealismus“ beeinflusst. Die Künstlerin biete mit ihrem Bild Io + gatto eine starke visuelle Metapher für die Fluidität weiblicher Identität an und die unheimlich anmutende Auflösung der Grenzen zwischen dem Selbst und den Anderen.
Wanda Wulz gelang es, sich als professionelle Fotografin in einer Zeit zu etablieren, als Frauen meist nur das Ziel des fotografischen Blicks waren. Mit ihrer Schwester arbeitete sie noch bis 1980 im gemeinsamen Studio in Triest. Da sie keine Erben hatte, übergab sie ihr fotografisches Werk Fratelli Alinari. Es wird in dem 1985 gegründeten Museo di Storia della Fotografia Fratelli Alinari in Florenz archiviert. Ihre Bilder gehören zu den Kunstsammlungen der großen Museum der Welt.

## Gruppenausstellungen
Quelle: Photography Now
- Faking It. Manipulated Photography Before Photoshop, The Metropolitan Museum of Art, New York 11. Oktober 2012 bis 27. Januar 2013
- Sight of Italy, 1841–1941. Great masters of Italian photography in Alinari Museum collections, Rosphoto State Museum and Exhibition Centre for Photography, Sankt Petersburg 17. November 2011 bis 15. Januar 2012
- Female Trouble. Die Kamera als Spiegel und Bühne weiblicher Inszenierungen, Pinakothek der Moderne, München 18. Juli bis 26. Oktober 2008
- Sus ojos les delatan, Fundacion Foto Colectania, Barcelona 22. November 2006 bis 24. März 2007
- Vu d'Italie 1841–1941, Museo Nazionale Alinari della Fotografia, Florenz 28. Oktober bis 10. Dezember 2006
- Vu d'Italie 1841–1941. La photographie italienne dans les collections du Musée Alinari, Pavillon des Arts, Paris, 10. November 2004 bis 6. März 2005